# 談林派
談林派（だんりんは）は、延宝期を中心に、主として京都・大坂・江戸の三都で流行した誹諧の流派。また、その俳風。

## 概要
「談林」とは仏教の学問所を意味する語であるが、西山宗因を師と仰ぐ田代松意などが自らを「俳諧談林」と呼称したことから、後に「談林俳諧」と呼ばれるようになった。その流行は延宝期前後の約10年間とされ、当時の呼称は宗因流・宗因風であった。一時は、松永貞徳門下による貞門派に代わって俳壇の中心を占めたが、西山宗因の死後、急速に衰退した。
和歌の伝統や言葉の縁に立脚する点で、貞門派と談林派は共通しているが、談林派は、道理の攪乱や発想の意外性を重視する点に特徴がある。また、貞門派は和歌を絶対視するのに対して、談林派は自由で笑いの要素が強い俳諧を標榜した。そのため、談林派は「軽口」「無心所着」を特色とする。
貞門派で体得した手法を談林派で活用する俳人も多く、桃青号を名乗っていた松尾芭蕉もその一人である。

## 主な俳人
- 井原西鶴
- 岡西惟中
- 菅野谷高政
- 高野幽山
- 田代松意
- 田中常矩
- 富尾似船
- 西山宗因
- 松尾芭蕉（桃青時代）